# Rožanski kukovi

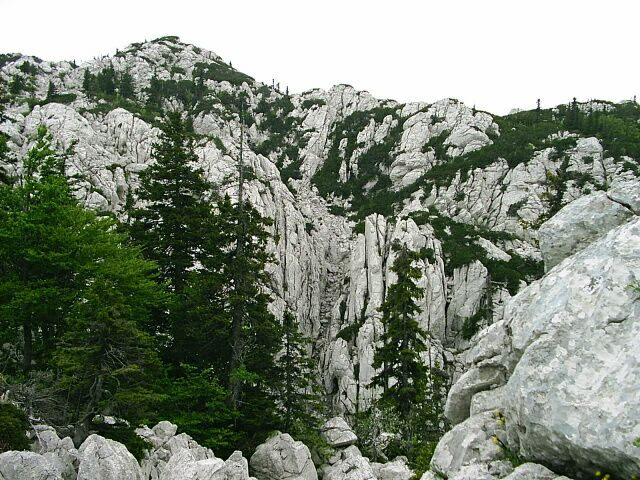
Rožanski kukovi

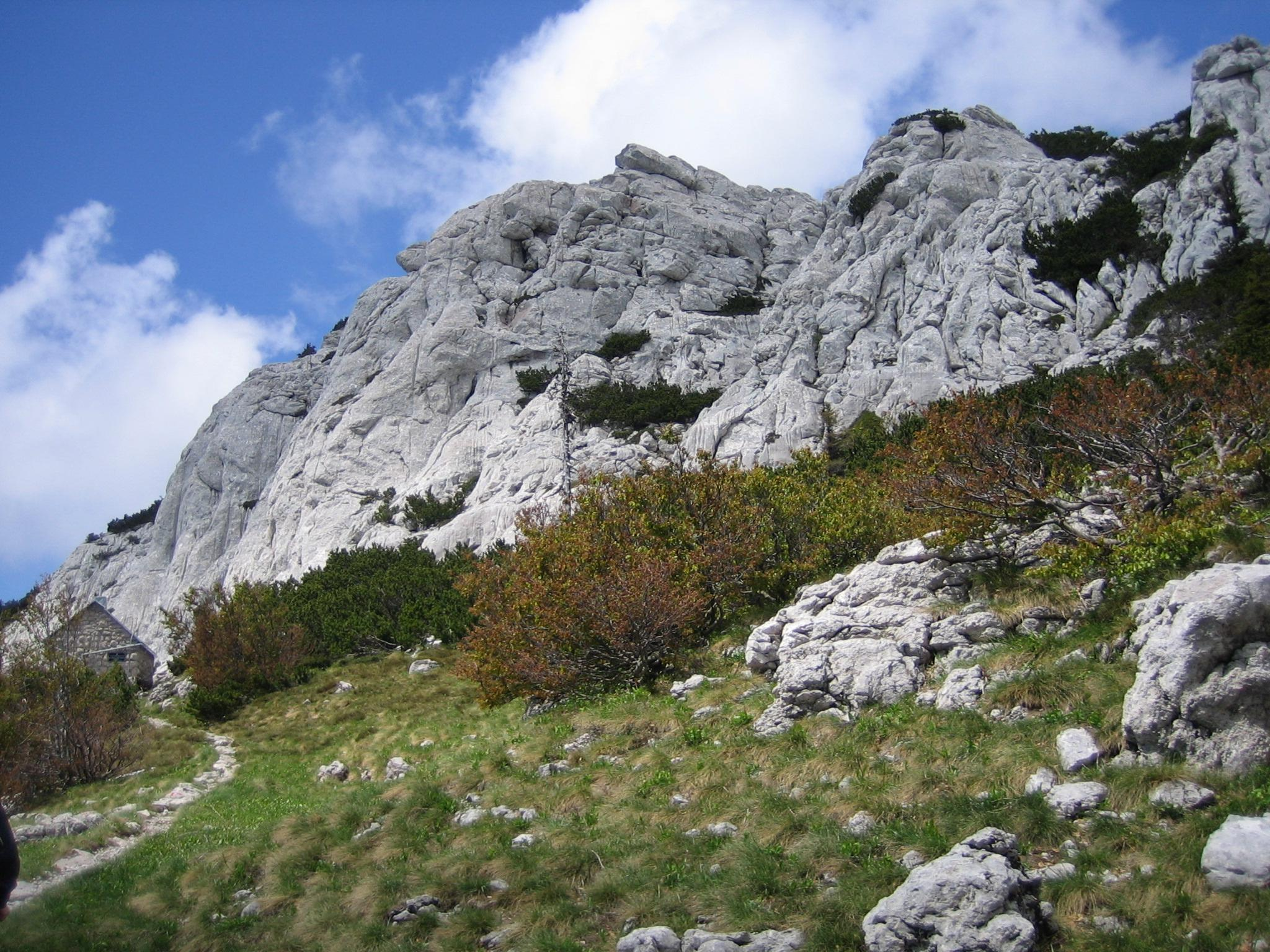
Schron Rossiego

Rožanski kukovi – wyjątkowo krasowa część Welebitu Północnego.

## Opis
Ścisły rezerwat przyrody Hajdučki i Rožanski kukovi – Welebit, symbol chorwackich gór, są prawdziwym skarbcem dla przyrodników, turystów górskich i wszystkich, którzy chcą i umieją cieszyć się autentycznym pięknem przyrody. Rožanski i Hajdučki kukovi są dla turystów najciekawszą częścią Welebitu Północnego. Niezwykłe królestwo krasu, grupy, które zawierają pięćdziesiąt kamienistych szczytów powyżej 1600 metrów wysokości, które kształtami przyciągają licznych turystów i alpinistów. Rožanski kukovi są od Hajdučkich kukovów oddzielone Lubenovačkimi vratami.

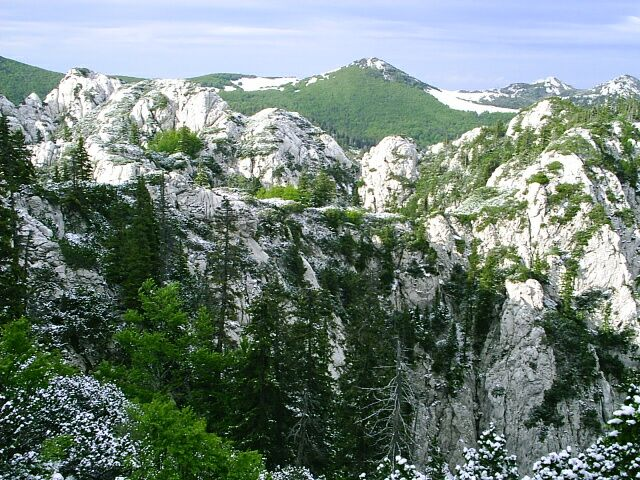
Rožanski kukovi

Rožanska grupa jest trochę większa i dostępniejsza (na turni jest wybudowany szlak turystyczny, a w środkowej części też schronisko) od ciężko przechodzonego surowego krasu Hajdučkich kukovów.
Najbardziej wyrazistymi kukami w tej grupie są: Gromovača (1675 m), Krajačeva kuk (1690 m), Pasarićev kuk (1630 m), Vratarski kuk (1678 m), Varnjača (1630 m) i Crikvena (1641 m). Krajačev kuk nosi imię znanego chorwackiego organizatora, reformatora i działacza turystyki górskiej, polityka, prawnika i pisarza ekonomicznego Ivana Krajača. Pasarićev kuk nosi imię prezesa HPD (Chorwackiego Towarzystwa Górskiego) Josipa Pasaricia. Podczas wzajemnego czczenia i nadawania nazw toponimy nazwane swoim imieniem dostali Ante Premužić (Premužićev toranj), Josip Poljak (Poljakov toranj), Dragutin Hirc (Hircov kuk), Vjekoslav Novotni (Novotnijev kuk) i Ljudevit Rossi (Rossijev kuk). Oryginalne nazwy kuków na zawsze przepadły przez emigrację i wymieranie autochtonicznej ludności welebickiej i obecnie turyści używają nowych nazw.

## Artykuły związane
- Hajdučki kukovi
- Szlak Premužicia